# 챈드라 커렐리-영
챈드라 커렐리-영(Chandra Currelley-Young, 1961년 9월 4일 ~ )은 미국의 배우, 연극 배우, 텔레비전 배우, 영화배우이다.
잭슨빌에서 태어났다.

## 영화
- 마디아스 빅 해피 패밀리 (2010년)
- 다이어리 오브 매드 블랙 우먼 (2005년)
- 마디아스 클래스 리유니언 (2003년)